# Daniello Marco Delfino
Daniello Marco Delfino (ur. 5 października 1653 w Wenecji, zm. 5 sierpnia 1704 w Brescii) – włoski kardynał.

## Życiorys
Urodził się 5 października 1653 roku w Wenecji. Po studiach uzyskał doktorat utroque iure i został referendarzem Trybunału Obojga Sygnatur. 2 stycznia 1696 roku został tytularnym arcybiskupem Damaszku, a 29 stycznia przyjął sakrę. Jednocześnie mianowano go nuncjuszem we Francji, a dwa lata później został wybrany arcybiskupem ad personam Brescii. 14 listopada 1699 roku został kreowany kardynałem prezbiterem i otrzymał kościół tytularny Santa Susanna. Zmarł 5 sierpnia 1704 roku w Brescii.